# Thanh Thanh Tâm
Nguyễn Thị Thanh Thanh (sinh ngày 6 tháng 1 năm 1963) được biết đến với nghệ danh Thanh Thanh Tâm, là một nữ nghệ sĩ cải lương người Việt Nam. Nhờ vào nhan sắc và tài năng diễn xuất xen lẫn giọng hát, cô đã chinh phục được đông đảo khán giả Việt Nam. Cô từng đoạt giải HCV Trần Hữu Trang năm 1991 cùng với Phương Hồng Thủy, Vũ Linh, Thanh Hằng, Tài Linh và Ngọc Huyền.

## Tiểu sử
Thanh Thanh Tâm tên thật là Nguyễn Thị Thanh Thanh, sinh ra tại Sài Gòn.
Từ nhỏ cô đã bắt đầu được phân vai trong những vai đào con trên sân khấu của Đoàn tiếng hát dân tộc. Sáu tuổi, Tâm đóng vai con cô Thẩm Thúy Hằng trong phim Sóng tình, rồi đóng vai con cô Mộng Tuyền trong phim Phận má hồng.
Lên 9 tuổi, cô được mời đóng trong vở kịch truyền hình "Mưa bão" và được hãng phim Alfa Thái Thúc Nha mời đóng vai em bé trong phim Người Cô Đơn và Phận Má Hồng,...
Năm 14 tuổi, cô thi đậu vào trường nghệ thuật sân khấu – điện ảnh nhưng do tuổi còn nhỏ không đi học được nên cô đã theo học tại trường Trần Hữu Trang khóa đầu tiên Nghệ thuật diễn xuất.
Đến năm 1983, cô về đoàn hát Trần Hữu Trang 1 và tham gia vào nhiều vai diễn trong các vở tuồng như Đêm Phán Xét, Kiều Nguyệt Nga, Rạng Ngọc Côn Sơn, Chuyện Cổ Bát Tràng.
Đến năm 1987, cô chuyển sang hát cho đoàn Trần Hữu Trang 2, tại đây cô và cùng với nghệ sĩ Vũ Linh đã trở thành cặp diễn ăn ý nhất và thu hút được nhiều khán giả.
Cuối năm 1989, nữ nghệ sĩ Thanh Thanh Tâm ký hợp đồng hát cho đoàn tuồng cổ Huỳnh Long. Cô đã gây ấn tượng đặc biệt trong vai diễn của mình cùng với nghệ sĩ Minh Vương trong vở tuồng Vụ Án Phi Giao và tuồng Sở Vân. Từ năm 1990, cô cộng tác hát cho đoàn Sân khấu tài năng sau đó là đoàn Huỳnh Long vào năm 1992
Đến năm 1997, cô được Nhà nước phong tặng danh hiệu Nghệ sĩ Ưu tú.
Vào tối ngày 23 tháng 6 năm 2009, Đoàn Nghệ thuật cải lương Sài Gòn 1 đã ra mắt vở dựng đầu tay Mưa rừng (soạn giả Hà Triều- Hoa Phượng) của Thanh Tâm.

## Giải thưởng
- Giải Triển vọng Trần Hữu Trang vào năm 1991[2]
- Giải Tài năng Trần Hữu Trang vào năm 1997[2]

## Gia đình
Cha của cô là cố nghệ sĩ ưu tú Nam Hùng và mẹ của cô là cố nghệ sĩ ưu tú Thanh Thanh Hoa. Ngoài ra, mẹ kế của cô là nghệ sĩ ưu tú Tô Kim Hồng. 
Năm 1981, cô kết hôn với con trai của đạo diễn Lưu Chi Lăng đến năm 1985, cô sinh người con gái đầu lòng mang tên Lưu Thị Ca Dao. Đến năm 1988, cô và chồng ly dị nhau và con gái sống cùng với cô.
Năm 2000, cô tái hôn với người chồng hiện tại, người chồng của cô không làm việc trong lĩnh vực nghệ thuật.